# امپراتور جینگزونگ لیائو
جینگ‌زونگ (به چینی:辽景宗؛ پین‌یین:Liáo Jǐngzōng؛ ۱ سپتامبر ۹۴۸ – ۱۳ اکتبر ۹۸۲) امپراتور دودمان لیائو از ۱۳ مارس ۹۶۹ تا ۱۳ اکتبر ۹۸۲ میلادی بود.
او در ۹۶۹ میلادی جانشین امپراتور موزونگ گردید که در جریان شکار کشته شده بود. امپراتور جینگ‌زونگ در راه رسیدن به حکومت هم از جانب مردمان چینی‌تبار کشور و هم از جانب خیتان‌ها حمایت می‌شد.
او برای اولین بار به مردمان چینی‌تبار ساکن کشورش اجازه داد تا به عنوان مقامات اداری به کار مشغول شوند. او همچنین، علیه همسایگان جنوبی لیائو به جنگ پرداخت.